# Arroyo Helguera
El arroyo Helguera (Elgera en euskera) es un cauce fluvial (conocido como arroyo o también río) situado en el País Vasco, en el norte de España, en la cornisa Cantábrica. Nace en las laderas del monte Pagasarri, detrás del barrio de El Peñascal, fluyendo valle abajo, hacia el casco urbano de Bilbao (bajo la cual está soterrado). 
El arroyo Helgera ha inundado en numerosas ocasiones los barrios de Iturrigorri-El Peñascal y Rekaldeberri, ha causado destrozos en la estación de Abando y en sótanos de los barrios bilbaínos de Abando e Indautxu.

## Soterramiento
A finales del siglo XIX y comienzos del XX, se produjo la expansión de la ciudad de Bilbao, conocida como El Ensanche y el barrio de Rekalde, se decidió cubrir el cauce. La finalidad del soterramiento era controlar el cauce del arroyo, además de servir como conducto hasta la ría de las aguas residuales, lo cual fue reestructurado a finales del siglo XX, para evitar la insalubridad de las aguas.
Hacia el año 1995, el "plan de limpieza del Nervión" conllevó una nueva red que deriva las aguas residuales a una depuradora, y no a la ría, para su tratamiento y posterior vertido al mar. 
Esto resultó insuficiente, y en 2006 se concluyó un túnel de 3 metros de diámetro y 2,5 kilómetros de longitud que deriva el caudal desde la cuenca alta, hasta la desembocadura.
El arroyo pasa por el famoso parque bilbaíno de Doña Casilda, o también llamado Parque de los patos.  Justo después desemboca en la Ría de Bilbao, a la altura del Puente de Deusto.
- Datos: Q8205023